# Facilité européenne pour la paix
La Facilité européenne pour la paix (FEP) est un instrument financier hors budget de l'UE créé en mars 2021, visant à fournir une aide militaire aux pays partenaires et à financer le déploiement des missions militaires de l'UE à l'étranger dans le cadre de la Politique étrangère et de sécurité commune. 

## Histoire
Elle a été allouée avec un plafond de 5 milliards d'euros pour le cycle 2021-2027. Elle a été utilisée pour soutenir l'Union africaine (130 millions d'euros ; juillet 2021), le Mozambique (10 millions d'euros ; novembre 2021) et la Bosnie-Herzégovine (40 millions d'euros ; novembre 2021).
En février 2022, à la suite de l'invasion de l'Ukraine par la Russie, l'UE a utilisé pour la première fois la FEP pour fournir des armes à un pays tiers (l'Ukraine), en prévoyant une tranche initiale d'environ 500 millions d'euros, successivement portée à 1 milliard, 1,5 milliard puis 2,5 milliards.
En mai 2024, les États membres de l'Union européenne décident que ces bénéfices générés par les avoirs de la Banque de Russie bloqués sur son territoire seront alloués à la Facilité européenne pour la paix, pour financer du matériel militaire pour l'Ukraine.